# Jaap Oudkerk
Jacob (Jaap) Oudkerk (Landsmeer, 2 augustus 1937 – Almere, 17 februari 2024) was een Nederlands baanwielrenner. Hij nam tweemaal deel aan de Olympische Spelen en won hierbij in totaal één medaille.
Hij blonk uit bij het stayeren en op de achtervolging. Als amateur won hij (met Gerard Koel, Henk Cornelisse en Cor Schuuring) een bronzen medaille op de ploegenachtervolging tijdens de Olympische Zomerspelen 1964.
Oudkerk was prof van 1965 tot 1972. Zijn grootste succes haalde hij in 1969, toen hij Wereldkampioen stayeren werd. Vier jaar eerder had hij op de achtervolging al zilver gewonnen.
In 1970 werd hij bij een criterium in Hilversum van achteren aangereden door de gangmaker Joop Stakenburg. Deze ontkende dat dit bewust gebeurde en de KNWU nam geen maatregelen.
Oudkerk is getrouwd geweest met Nederlands olympisch zwemster Marianne Heemskerk. Dit huwelijk eindigde in een scheiding. Hij overleed op 86-jarige leeftijd.